# Filip z Plessis
Filip z Plessis (1165 – 12. listopadu 1209) byl v letech 1201–1209 velmistr řádu templářů.
Pocházel z vlivného anjouského šlechtického rodu, jehož sídla se nacházela v západní Francii poblíž města Angers. Byl ženat a měl i několik dětí. Zúčastnil se jako laik třetí křížové výpravy. Prostředky na ní získal tak, že své statky prodal svému bratru Fulkovi.
Další zmínka o něm pochází až z roku 1201, kdy je již uváděn jako velmistr templářského řádu. Patřil k horlivým zastáncům vedení dalších křížových výprav proti muslimům, nejspíše proto, že se snažil odčinit neúspěchy křesťanů v předchozích letech. Proto se v roce 1209 postavil proti návrhu prodloužit příměří s egyptsko-syrským sultánem al-Ádilem uzavřené roku 1204.
Za svého působení v čele řádu musel čelit množícím se majetkovým sporům s řádem johanitů a zároveň i kritice papeže Inocence III., který řád vinil z toho, že podlehl pýše a odchýlil se od svého původního poslání.
Zemřel v roce 1209, některé prameny uvádí i datum 13. listopadu.